# Tomasz Ścigaczewski
Tomasz Ścigaczewski (né le 18 novembre 1978 à Zgierz) est un athlète polonais, spécialiste du 110 mètres haies.

## Biographie
Troisième des Championnats d'Europe juniors 1995, et deuxième des Championnats du monde juniors 1996, il devient champion d'Europe junior du 110 m haies en 1997 à Ljubljana.
En début de saison 1998, Tomasz Ścigaczewski remporte la médaille de bronze du 60 m haies à l'occasion des Championnats d'Europe en salle 
de Valence, en Espagne, s'inclinant dans le temps de 7 s 56 face au Letton Igors Kazanovs. En 1999, il établit la meilleure performance de sa carrière sur 110 m haies en établissant le temps de 13 s 29 à Oslo. Il remporte par ailleurs cette même année le titre des Championnats d'Europe espoirs. 
En 2000, le Polonais se classe troisième du 60 m haies des Championnats d'Europe en salle de Gand, en Belgique, derrière le Letton Stanislavs Olijars et le Britannique Tony Jarrett.

### Palmarès
| Date | Compétition                    | Lieu        | Résultat | Épreuve     | Temps   |
| ---- | ------------------------------ | ----------- | -------- | ----------- | ------- |
| 1995 | Championnats d'Europe juniors  | Nyíregyháza | 3e       | 110 m haies | 14 s 18 |
| 1996 | Championnats du monde juniors  | Sydney      | 2e       | 110 m haies | 13 s 88 |
| 1997 | Championnats d'Europe juniors  | Ljubljana   | 1er      | 110 m haies | 13 s 55 |
| 1998 | Championnats d'Europe en salle | Valence     | 2e       | 60 m haies  | 7 s 56  |
| 1999 | Championnats du monde en salle | Maebashi    | 5e       | 60 m haies  | 7 s 52  |
| 1999 | Championnats d'Europe espoirs  | Göteborg    | 1er      | 110 m haies | 13 s 36 |
| 2000 | Championnats d'Europe en salle | Gand        | 3e       | 60 m haies  | 7 s 56  |

### Records
| Épreuve     | Performance | Lieu     | Date         |
| ----------- | ----------- | -------- | ------------ |
| 60 m haies  | 7 s 51      | Maebashi | 5 mars 1999  |
| 110 m haies | 13 s 29     | Oslo     | 30 juin 1999 |